# AIDAnova
Die AIDAnova ist ein Kreuzfahrtschiff der Helios-Klasse von Carnival Corporation & plc. Es wurde im Dezember 2018 für die Marke AIDA Cruises in Dienst gestellt. Es wurde 2019 als erstes Kreuzfahrtschiff mit dem Blauen Engel für ein umweltfreundliches Schiffsdesign (Vergabegrundlage 2013) ausgezeichnet.

## Allgemeines

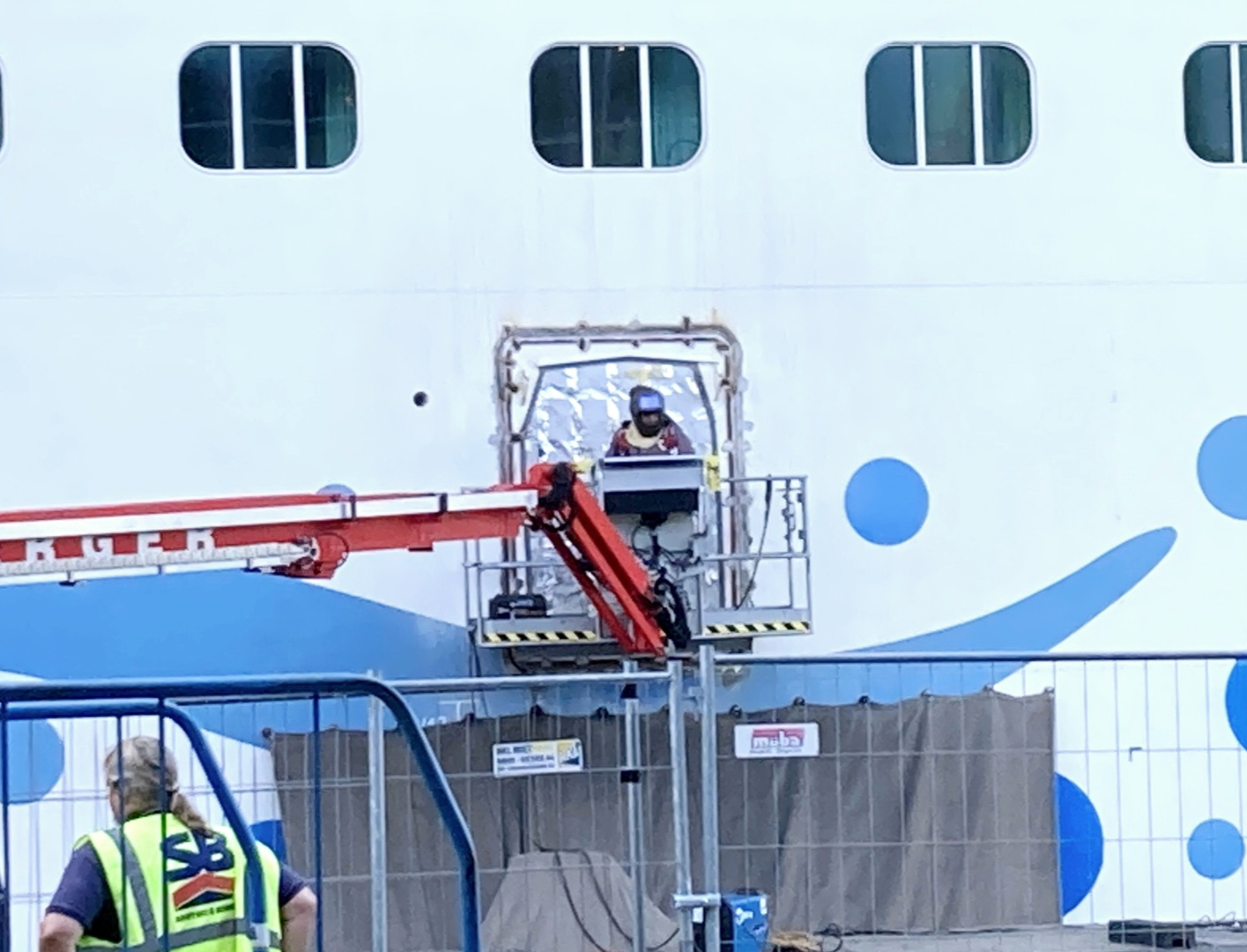
AIDAnova am Kieler Ostseekai.Für den Landstromanschluss wird eine Öffnung in die Schiffswand geschweißt.

Die AIDAnova ist das erste Schiff der Helios-Klasse. Dabei handelt es sich um Kreuzfahrtschiffe, die im Auftrag von Carnival Corporation & plc von der Meyer Werft GmbH in Papenburg, Meyer Turku in Turku und der Neptun Werft in Rostock gebaut werden.
Das Schiff ist das erste Kreuzfahrtschiff, das vollständig mit flüssigem Erdgas (LNG) betrieben werden kann. Die Versorgung des Schiffes mit dem emissionsärmsten marinen Treibstoff erfolgt für die Kanarentour in Teneriffa u. a. durch die  LNG-Bunkerschiffe Cardissa und „Coral Methane“ von Shell.
Die AIDAnova war bei Indienststellung 2018 mit 183.858 BRZ das fünftgrößte Kreuzfahrtschiff und ist derzeit (Stand Mai 2022) das siebtgrößte Kreuzfahrtschiff der Welt.
2021 wurde das Schiff von AIDA Cruises mit Brennstoffzellen ausgerüstet.
Am 19. August 2023 wurde am Kieler Cruise Terminal Ostseekai damit begonnen, die AIDAnova mit einem Landstromanschluss auszustatten.

## Geschichte
Nachdem AIDA Cruises bereits zwischen 2007 und 2013 sieben Schiffe der Sphinx-Klasse bei der Meyer-Werft hatte bauen lassen, wurden zwei Schiffe der Hyperion-Klasse zwischen 2013 und 2017 bei Mitsubishi Heavy Industries in Japan gebaut. Die nächsten drei Schiffe für AIDA Cruises sollten jedoch wieder von der deutschen Meyer Werft kommen. Im März 2015 vereinbarten Carnival Corporation & plc und die Meyer Werft zunächst eine Absichtserklärung über vier Schiffe mit Ablieferung zwischen 2019 und 2022, ehe diese am 15. Juni 2015 in einen Auftrag umgewandelt wurde. Entgegen der ursprünglichen Planung wurde die AIDAnova jedoch nicht Anfang 2019, sondern bereits Ende 2018 abgeliefert.
Der Bau des Schiffes erfolgte am 21. Februar 2017. Die Kiellegung der AIDAnova erfolgte im September 2017.
Zwei Mittschiffssektionen wurden auf der Neptun-Werft in Rostock gebaut und im September bzw. Dezember 2017 zur Meyer Werft nach Papenburg überführt.
Im Zuge der Baustrategie der Meyer Werft wurde am 11. Dezember 2017 eine erste, 140 Meter lange Sektion ausgedockt. Eine zweite Sektion folgte am 16. Februar 2018, um das Ausdocken der Norwegian Bliss zu ermöglichen. Anschließend wurden beide Sektionen wieder eingedockt. Am 21. August 2018 verließ das Schiff das Baudock.
Zur Taufe der AIDAnova in Papenburg fand am 31. August 2018 ein Open-Air-Konzert mit David Guetta statt. Die Taufe selbst wurde durch eine hessische Familie, die zuvor durch eine Jury ausgesucht wurde, vollzogen.
Vom 8. bis zum 9. Oktober 2018 wurde das Schiff mit Unterstützung des Emssperrwerks nach Eemshaven überführt. Hierfür wurde das Sperrwerk am Mittag des 7. Oktober 2018 geschlossen und ein Wasserstand von 2,70 Metern über Normalhöhennull hergestellt. Etwa 49 Stunden später, gegen Mittag am 9. Oktober, passierte das Schiff das Emssperrwerk. Für den 49-Stunden-Stau musste die Werft Gebühren in Höhe von 563.500 Euro zahlen.
In der Nacht vom 23. auf den 24. Oktober 2018 kam es in Eemshaven zu einem Feuer an Bord. Die niederländische Polizei untersucht, ob die Ursache des Feuers in zwei Kabinen auf Brandstiftung zurückzuführen ist. Die zunächst für den 15. November 2018 in Bremerhaven geplante Übergabe an den Auftraggeber wurde wie auch die ersten Probefahrten verschoben. Nach Angaben der Bauwerft gibt es neben dem Brand weitere Ursachen für die Verzögerung. Vom 6. November 2018 bis zum 13. November ging das Schiff von Eemshaven aus auf die erste Probefahrt.
Die Jungfernfahrt sollte ursprünglich am 2. Dezember von Hamburg aus zu den Kanaren stattfinden. Am 16. November 2018 wurde bekanntgegeben, dass die geplante Jungfernfahrt und auch die folgenden Reisen nicht stattfinden werden. Die Ablieferung des Schiffes wurde auf die zweite Woche im Dezember terminiert. Grund für die verzögerte Fertigstellung ist laut Werftangaben, dass die öffentlichen Bereiche des Schiffes, zum Beispiel das Theater, nicht fertiggestellt waren. Die Werft betonte, dass der LNG-Antrieb nicht die Ursache der Verzögerungen sei und dieser funktioniere.
Am Abend des 16. November 2018 lief die AIDAnova in Eemshaven zur zweiten Probefahrt aus, sie endete dort am 24. November 2018. Am 2. Dezember 2018 absolvierte das Schiff seine dritte Probefahrt, welche am 4. Dezember 2018 in Eemshaven wieder endete. Das Schiff wurde am 12. Dezember 2018 in Bremerhaven als das damals größte in Deutschland gebaute Kreuzfahrtschiff abgeliefert. Am selben Tag verließ das Schiff Bremerhaven und wurde mit einer Unterbrechung am 16. Dezember 2018 in Lissabon nach Teneriffa überführt. Dort wurde das Schiff am 19. Dezember 2018 in Santa Cruz de Tenerife in Dienst gestellt.

## Ausstattung
Die AIDAnova beherbergt 18 Restaurants – enthalten sind neben dem für die AIDA-Flotte bekannten Markt-, East- und Bella-Donna-Restaurant und dem Brauhaus auch weitere Spezialitäten-Restaurants unter anderem für Fischgerichte, asiatische und französische Küche, Pizza und Burger. Des Weiteren gibt es 16 Bars für verschiedene Getränke und Snacks. 
Für das Unterhaltungsprogramm sind unter anderem ein Kletterpfad, drei Wasserrutschen, 6 Pools, das für AIDA-Schiffe bekannte Theatrium, das Studio X mit 500 Plätzen, in dem TV-Shows produziert werden können, ein Casino, ein Minigolfplatz, ein Fitnessstudio, ein GameCenter, exklusive Bereiche für Kids und Teens und ein Escape-Room (Mystery Room) vorhanden. Ein Teil des Sonnendecks ist ähnlich wie bei der AIDAprima mit einem Foliendach versehen. Ebenfalls gibt es einen knapp 1.100 Quadratmeter großen Shopping-Bereich und eine Spa-Landschaft, die sich nach Reederei-Angaben über 3.545 Quadratmeter erstreckt.
Der Hotelbereich der AIDAnova umfasst 21 Kabinenvarianten von Einzelkabinen über Innen-, Meerblick- und Balkonkabinen bis hin zur geräumigen Penthouse-Suite.

## Technik
Die AIDAnova kann vollständig mit Flüssigerdgas (LNG) betrieben werden. Aber auch klassischer Diesel ermöglicht den Schiffsbetrieb. Im Gegensatz zu den zuvor gebauten Schiffen der Hyperion-Klasse (AIDAprima und AIDAperla) verfügen die Schiffe der Helios-Klasse, so auch AIDAnova, über Flüssigerdgastanks und können somit auch auf dem Wasser mit Flüssigerdgas betrieben werden. Anders als bisher im Betrieb befindliche Dual-Fuel-Motoren können die Caterpillar-Generatoren des Typs 16VM46DF direkt mit Flüssigerdgas gestartet werden. Hierdurch werden schon im Hafen Partikelemissionen und Stickoxidemissionen erheblich reduziert.
Als erstem Kreuzfahrtschiff wurde dem Schiff im August 2019 der Blaue Engel für umweltfreundliches Schiffsdesign verliehen. Im NABU-Kreuzfahrtranking 2019 landete das Schiff zusammen mit der Costa Smeralda zusammen auf Platz 1.
Für den Notfall ist das Schiff mit zwei Caterpillar-3516C-HD-Notdieseln mit je 2095 kW Leistung bei 1800 1/min ausgerüstet, von denen jeder für sich alleine die Notfunktionen des Schiffes aufrechterhalten kann.
Seit 2022 werden auf der AIDAnova zu Testzwecken Brennstoffzellen verwendet.
Das Schiff verfügt über ein Air Lubrication System zur Reduktion des Reibungswiderstands, indem es mit dem Rumpf über einen Teppich aus kleinen Luftbläschen gleitet.

## Schwesterschiffe
Die AIDAnova ist das Typschiff der Helios-Klasse. Bis 2023 sollten davon neun Schiffe für Carnival Corporation & plc gebaut werden. Davon waren zuerst drei für die Reederei AIDA Cruises bestimmt, die allerdings im Zuge der Covid-19-Pandemie im Jahr 2021 den dritten Bauslot, der eine Fertigstellung im Jahr 2023 vorsah, konzernintern an die Carnival Cruise Line abgab, während das zweite Schiff der Helios-Klasse, die AIDAcosma, im Dezember 2021 übernommen wurde.

## Einsatz

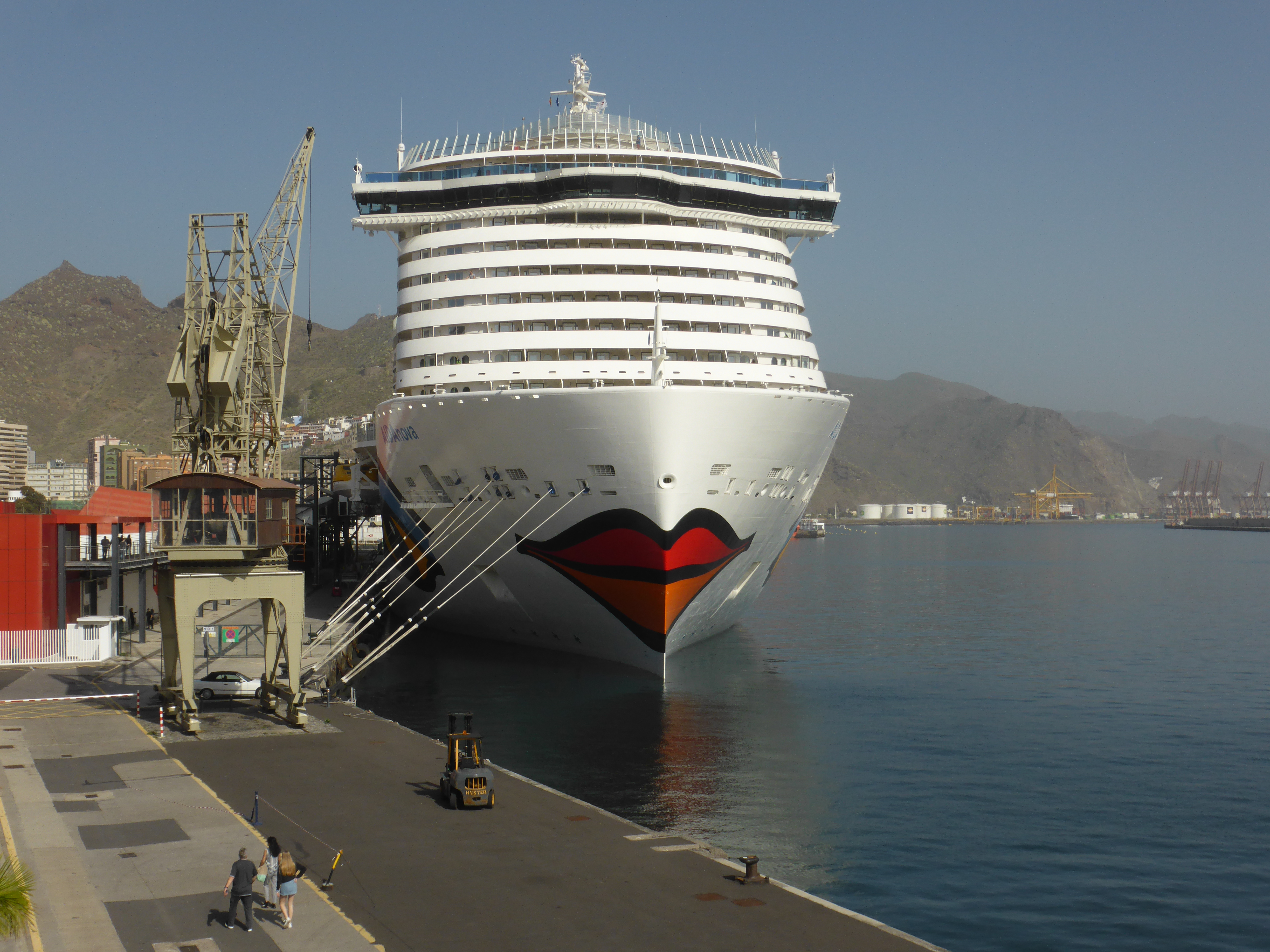
AIDAnova im Hafen der Stadt Santa Cruz de Tenerife auf den Kanaren.

Am 19. Dezember 2018 um 22 Uhr startete die Premierenfahrt der AIDAnova von Santa Cruz de Tenerife, Kanarische Inseln.
In der Premierensaison führt die AIDAnova im Winter 2018/19 wöchentlich Kreuzfahrten rund um die Kanarische Inseln ab Gran Canaria und Teneriffa durch. Dabei werden außer Gran Canaria und Teneriffa die Häfen der Inseln Madeira, Fuerteventura und Lanzarote angelaufen.
In der Sommersaison 2019 war das Schiff im westlichen Mittelmeer ab Palma de Mallorca und Barcelona im Einsatz. Angelaufen werden auf einer einwöchigen Reise außerdem Civitavecchia bei Rom, La Spezia und Marseille. Danach war sie im Winter 2019/20 wieder rund um die Kanaren eingesetzt.
Im ersten Quartal 2020 begann die weltweite COVID-19-Pandemie mit den daraus resultierenden Restriktionen, die dazu führten, dass die AIDAnova im März 2020 ihren Gästebetrieb einstellen musste und diesen erst im Dezember 2021 wieder aufnehmen konnte. Hierbei war die dritte Reise des Neustartes, die das Schiff von Hamburg aus auf die Kanaren führen sollte, von einem Corona-Ausbruch innerhalb der Besatzung überschattet, da kurz vor Silvester 52 der 1353 Besatzungsmitglieder positiv getestet wurden, wodurch sich das Schiff mit 2844 Passagieren an Bord zu einer Unterbrechung der Reise bzw. einer außerplanmäßigen Verlängerung des Hafenaufenthaltes in Lissabon über den Jahreswechsel hin gezwungen sah, bevor die Reise schließlich am 2. Januar 2022 endgültig abgebrochen wurde und die Gäste am folgenden Tag mit Charterflügen von Lissabon aus zurück in ihre Heimat geflogen wurden. Zeitgleich wurden auch die folgenden Reisen, die in den kommenden zwei Wochen geplant waren, abgesagt.
Seit April 2023 fährt die AIDAnova im Wechsel, ab Kiel nach Skandinavien und eine „Metropolen-Tour“ ab Hamburg über Rotterdam, Brüssel, London und Cherbourg bzw. Le Havre.

## CO2-Emissionen
Onlinerechner von Anbietern für Klimakompensation wie Myclimate geben einen groben Überblick, wie viel CO2 jeder Fahrgast auf seiner Reise verursacht, abhängig vom Kabinentyp, der Belegung, der Größe des Kreuzfahrtschiffes und der Dauer des Urlaubs. Beispiel: Auf einer siebentägigen Kreuzfahrt auf der AIDAnova ist ein einzelner Gast für rund 2 Tonnen CO2 verantwortlich, unter der Voraussetzung, dass dieser in einer Standardkabine reist und das Schiff lediglich drei Hafenaufenthalte hat. Solche Statistiken sind jedoch wenig aussagekräftig, da viele weitere Faktoren bei der Berechnung eine wichtige Rolle spielen und da die genauen Liegezeiten des Schiffes in Häfen, die Belegung des Schiffes, die zurückgelegte Entfernungen, die jeweilige Treibstoffarten etc. nicht ausreichend Beachtung finden.